# Vetunica
Vetunica (macedónul: Ветуница) település Észak-Macedóniában, az Északkeleti körzetben, Rankovce községben.

## Népesség
| Lakosok száma | 168  | 209  | 250  | 221  | 189  | 83   | 73   | 57   | 29   |
|               | 1948 | 1953 | 1961 | 1971 | 1981 | 1991 | 1994 | 2002 | 2021 |

- 2002-ben 57 lakosa volt, akik mindannyian macedónok.